# Wallace Hume Carothers

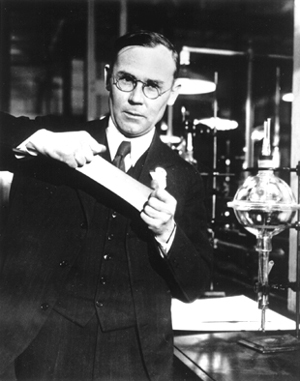
Wallace Carothers

Wallace Hume Carothers (* 27. April 1896 in Burlington, Iowa; † 29. April 1937 in Wilmington, Delaware) war ein US-amerikanischer Chemiker, der das Nylon erfand und nach dem die Carothers-Gleichung benannt ist.

## Leben
Er wurde als ältestes der vier Kinder von Ira Hume und Mary Eveline Carothers, geb. McMullin geboren. 1914 beendete Carothers die North High School in Des Moines, auf der er begann, sich für Wissenschaft zu interessieren und wissenschaftliche Literatur zu lesen. Aber sein Vater erkannte nicht sein Potential für die wissenschaftliche Arbeit. Er ließ seinen Sohn 1914/1915 Rechnungs- und Schriftführung am Capital City Commercial College in Des Moines, an dem er Lehrer und Vizepräsident war, erlernen.
Ab 1915 studierte Wallace Naturwissenschaften und speziell Chemie am Tarkio College in Tarkio Township (Missouri) mit dem Bachelor-Abschluss 1920 (wobei er die Kurse seines Chemieprofessors leitete, als dieser im Ersten Weltkrieg eingezogen war). 1921 erwarb er den Master-Abschluss an der University of Illinois und war dann 1921/22 Dozent an der University of South Dakota. Ab 1922 war er wieder an der University of Illinois, an der er 1924 bei Roger Adams mit dem Thema The catalytic reduction of, aldehydes with a platinum oxide catalyst, together with a study of the effects of numerous substances on the platinum catalysis of the hydrogenation of benzaldehyde promoviert wurde. 1926 wechselte er zur Harvard University als Dozent für organische Chemie. 1928 errichtete die Firma DuPont ein Forschungslabor zur Entwicklung von künstlichen Materialien und Kunststoffen und Carothers wurde als Forschungsleiter eingestellt.
Im April 1930 entdeckte sein Team das Neopren (einer Idee von Julius Arthur Nieuwland folgend), ein synthetisches Gummi, und synthetisierte die erste Polyesterfaser. Am 28. Februar 1935 führten Versuche mit Polyamiden zum Nylon (beteiligt war unter anderem Julian Werner Hill). Im Februar 1937, kurz vor seinem Tode, meldete Carothers ein Patent zur Herstellung von Strümpfen an, was zur Vermarktung der von ihm entwickelten Nylonfasern beitrug. Zur Namensgebung des Nylons existiert die Legende, dass Carothers erkannt haben soll, dass die hervorragenden Fasereigenschaften des von ihm entdeckten Polyamids das japanische Seidenmonopol bedrohen könnte. Einer Legende nach soll aus seinem Ausruf Now, you lousy old nipponese das Wort Nylon gebildet worden sein. Anderen Quellen zufolge entstand der Name Nylon erst nach Carothers Tod, wahrscheinlich während des Zweiten Weltkriegs. 1936 wurde Carothers als erster Industrie-Chemiker in die US-Akademie der Wissenschaften gewählt.
Carothers war ein Pionier auf dem Gebiet der Polykondensationsreaktionen (Carothers-Gleichung), auf denen die Entwicklungen von Polyestern und Polyamiden beruhten.
Am 21. Februar 1936 heiratete er Helen Everett Sweetman (1911–2000), eine in der Patentgruppe der Chemieabteilung bei DuPont angestellte Chemikerin.
Nach Aussagen seiner Mutter litt ihr Sohn schon von Jugend an unter Depressionen, was er auch selbst offenbarte und ihn zweifeln ließ, ob er der Arbeit bei DuPont gewachsen sei. Nach dem Tod seiner innig geliebten Schwester Isobel im Januar 1937 verstärkte sich sein manisch-depressives Verhalten. Nachdem ihm seine Ehefrau Helen mitgeteilt hatte, dass sie schwanger war und er von der Übertragbarkeit seiner psychischen Erkrankung ausging, beging er 3 Tage nach dieser Mitteilung am 28. April 1937 Suizid, indem er Zyankali einnahm. Er fühlte sich wohl selbst auch als Versager, dessen wissenschaftliche Leistungen nicht anerkannt und gewürdigt wurden. Sein einziges Kind (Jane) wurde nach seinem Tod am 27. November 1937 geboren.
Carothers war begeisterter Leser von Poesie und Liebhaber klassischer Musik.